# Милиново
Милиново — село в Ковровском районе Владимирской области России, входит в состав Новосельского сельского поселения.

## География
Село расположено в 47 км на юг от центра поселения посёлка Новый, в 49 км на юг от райцентра города Ковров и в 34 км от федеральной автодороги М7 «Волга».

## История
Село Милиново известно с начала XVIII века. Село с каменной церковью во имя Святителя Николая Чудотворца с приделом во имя Святых Мучеников Флора и Лавра принадлежало Московскому Новодевичу монастырю в числе других вотчин.
В конце XIX — начале XX века Милиново являлось крупным селом, центром Милиновской волости Судогодского уезда.
С 1929 года центр Милиновского сельсовета в составе Ковровского района, позднее вплоть до 2005 года село входило в состав Крутовского сельсовета (с 1998 года — сельского округа).

## Население
| 1859 | 1897 | 1905 | 1926 |
| ---- | ---- | ---- | ---- |
| 483  | 664  | 698  | 847  |

| 1859 | 1897 | 1905 | 1926 | 2002 | 2010 | 2021 |
| ---- | ---- | ---- | ---- | ---- | ---- | ---- |
| 483  | ↗664 | ↗698 | ↗847 | ↘37  | ↘21  | ↘5   |

## Достопримечательности
В селе находится недействующая Церковь Николая Чудотворца (1715—1799).